# Claudio Pistolesi
Claudio Pistolesi, född i Rom den 25 augusti 1967, är en italiensk tennisspelare och -tränare. Hans högsta ATP-ranking i singel var som nummer 71 från 1987. Pistolesi avslutade sin spelarkarriär 1997 och övergick därefter till tränarverksamheten. Under ett par år var han coach åt bland andra Monica Seles. Den 16 december 2010 offentliggjordes att han blir ny tränare åt Robin Söderling.